# Hatake Kakasi
Hatake Kakasi (はたけカカシ; Hepburn: Kakashi Hatake) egy kitalált szereplő Kisimoto Maszasi Naruto című manga- és animesorozatában. Kisimoto eredeti tervei szerint Kakasit már a sorozat elején megismertette volna a sorozat címszereplőjével Uzumaki Narutóval, de végül elhalasztotta ezt az eseményt a többi csapattag teljesebb kidolgozása érdekében.
Kakasi a 7-es Csapatnak, és így a sorozat főszereplőinek, Uzumaki Narutónak, Ucsiha Szaszukénak és Haruno Szakurának a tanára. A szereplő szenvtelen és fásult jelleme a történet előrehaladtával jelentős változásokon megy keresztül: ragaszkodása és hűsége barátaihoz és diákjaihoz egyre erősebbé válik. Kakasi hátterével a sorozat részletesen is foglalkozik, múltjára egy külön melléktörténet, gaiden, is segít fényt deríteni. A szereplő a Naruto-sorozathoz kapcsolódó és annak részét képező négy animációs filmből háromban is, az összes OVA-epizódban valamint több videójátékban is szerepelt.
Kakasit több dicsérő és negatív kritika is érte a mangákkal és animékkel foglalkozó média részéről. Bár több helyen is más sónen-szereplők másolatának nevezték, személyiségének kettős, nemtörődöm és komoly oldaláról elismerően írtak. A T.H.E.M. Anime Reviews ismertetőjében kiemelte Kakasi népszerűségét az olvasók körében, és véleménye szerint a sorozatot akár „Kakasi”-ra is át lehetne nevezni. Kakasi népszerűsége a Naruto-olvasók körében több szavazáson is megmutatkozott. Népszerűségének köszönhetően számos őt mintázó reklámtermék, köztük plüssfigurák és kulcstartók is készültek.

## A szereplő megalkotása és az alapelgondolás
Kisimoto Maszasi eredetileg már a manga második fejezetben szerette volna bemutatni Kakasit az olvasóknak, aki így megelőzte volna a 7-es Csapat többi tagját. Kakasi eredetileg egy megnyerő, kimért és tehetséges nindzsa lett volna, aki minden mondatát a régies hangzású „de gozaru” kifejezéssel fejezte volna be. A szerkesztőjével való megbeszélése után azonban Kisimoto elhalasztotta Kakasi első megjelenését, hogy több ideje legyen kidolgoznia őt és a 7-es Csapat többi tagját. A csuszás ellenére Kakasi számos eredetileg tervezett személyiségjegyét megőrizte: igen lezser, akit senki nem hozhat ki a sodrából és néha úgy tűnik, mintha félig aludna. Kisimoto véleménye szerint ez Kakasit a 7-es Csapat ideális vezetőjévé teszi, aki képes összefogni annak igen különböző személyiségű tagjait. Kakasi ezen szerepe miatt, hogy szinte kapocsként köti össze a sorozat többi főhősét, igen ritkán látható a mangaborítók és más reklámképek központi figurájaként; inkább a háttérben húzódik meg és a szereplést átengedi diákjai számára.
Mielőtt Kisimoto véglegesítette volna a szereplő nevét, több alternatívát is fontolóra vett. Ezek a Kuva (クワ, ’kapa’) Kama (カマ, ’kasza’), Botan (ボタン, ’pünkösdi rózsa’) és Enoki (エノキ, ’ostorfa’) valamint, amire végül a választása esett, a Kakasi (カカシ, ’madárijesztő’) voltak. Kisimoto ezen döntésével a mai napig elégedett. Nevének jelentéséhez, a madárijesztőhöz kötődve, a madarak elriasztására szolgáló eszköz a sorozatban gyakran magára Kakasira utal; Naruto például egy alkalommal egy tanárának felöltöztetett madárijesztőn gyakorolt, mikor egy Kakasival való párharcára készült. Alkalmanként Kakasi hátterében is feltűnik egy-egy madárijesztő, ahogyan például a Naruto-manga 3. kötetének borítórajzán is.

## A szereplő ismertetése

### Háttere
Kakasi múltját homály fedi egészen a Kakasi gaiden című hat fejezetes történetig, mely a manga Első és Második része között helyezkedik el. Kakasi édesapja, Avarrejtek egyik nagy tiszteletnek örvendő nindzsája egy alkalommal inkább feladta egyik nagyon fontos küldetését, hogy megmentse csapattársai életét. A sikertelen küldetés miatt csorba esett Avarrejtek becsületén és emiatt a falu lakosai és csapattársai kiközösítették Kakasi apját, aki végül öngyilkosságot követett el. Kakasi, hogy soha ne kövesse el apja hibáját, küldetéseit minden más elé helyezte, és idővel fásult és az előírásokhoz a végletekig ragaszkodó sinobivá vált.
Évekkel később Kakasit tanára, Namikaze Minato egy olyan küldetés vezetésével bízta meg, mely Avarrejtek számára döntő jelentőséggel bírt az éppen dúló háborúban. Mikor csapattársát, Rint elfogták az ellenséges nindzsák, Kakasi magára akarta hagyta őt és folytatni akarta a küldetést. Másik csapattársa, Ucsiha Obito megtagadta ezt és kijelentette, hogy az, aki cserbenhagyja barátait becstelen ember és hogy Kakasi apja annak idején helyesen döntött, mikor társai segítségére sietett. Obito szavai nagy hatással voltak Kakasira és csatlakozott hozzá, hogy megmentsék Rint. A mentőakció során Kakasit fél szemére megvakította egy ellenséges nindzsa, Obitót pedig félig sziklák temettek maguk alá. Obito nem volt képes kiszabadulni így arra biztatta társait, hogy hagyják sorsára és inkább magukat mentsék mielőtt beszakad az egész barlang. Mielőtt barátai elhagyták volna, Obito még Rin gondjaira bízta újonnan szerzett Saringan-szemét, hogy helyezze azt Kakasi sérült szemének helyére. Kakasinak és Rinnek végül sikerült elhagynia a barlangot mielőtt annak falai őket is maguk alá temették volna és befejezték a küldetésüket is, közben némán gyászolva Obito halálát.

### Kapcsolatai és személyisége
Obito halála nagyban befolyásola Kakasi személyiségét, több Obitóra jellemző tulajdonságot és szokást is átvett annak életfilozófiájával egyetemben. Ezek közül leginkább szembetűnő a csapatmunkához való ragaszkodása. Mikor a 7-es Csapat megalakult Kakasi egy csengettyű-próbával mérte fel diákja képességeit: a tanoncoknak meg kell szerezniük két csengettyűt tőle. Annak ellenére, hogy egyikőjüknek nem fog maradni csengettyű, a feladatot csak úgy tudják teljesíteni, ha együttműködnek. Kakasi ezzel már a kiképzésük elején meg akarta értetni a diákokkal a csapatmunka fontosságát. Az Első rész folyamán Kakasi ezt a hozzáállást szerette volna kialakítani Ucsiha Szaszukében is, akinek a nagyobb erő és hatalom utáni vágya lassacskán barátai és csapattársai ellen fordította. Kakasi megpróbálta megtanítani Szaszukét arra, miképp meríthet erőt a barátságból és az együttműködésből, de erőfeszítései ellenére a fiatal fiú végül mégis elhagyta Avarrejteket és csapattársait.
Kakasi a diákjaival való kapcsolatát és magánéletét szigorúan elkülöníti, és csak annyit oszt meg velük, hogy vannak hobbijai és céljai, de ezekhez nekik semmi közük. Ezen kívül még annyit árul el nekik, hogy mindenki, aki számára fontos, halott. Kakasi magánéletéről csupán annyi derült ki, hogy szabadidejében sok időt tölt az emlékhelyen, ahol Obito neve is fel van tüntetve. Ilyenkor hajlamos megfeledkezni az időről, és ezért rendszeresen elkésik a megbeszélt találkozókról, mely egy másik szokása, amelyet Obitotól vett át. A Kakasit övező rejtélyhez tartozik, hogy arcának nagy részét mindig eltakarja. Az anime 101., omake-epizódjában a 7-es Csapat azon fáradozik, hogy tanáruk álarca mögé nézzenek. Úgy gondolják, hogy Kakasi igen jóképű lehet, mivel az Icsiraku rámen kifőzde két alkalmazotta teljesen le volt nyűgözve, mikor meglátták Kakasi arcát, amikor az evés közben levette álarcát. A Naruto harmadik kalauzkötetének egy másik omakében Naruto Kakasi kutyáitól akarja megtudni, miképp néz ki tanára arca; a kutyák mindegyike azonban egészen másképpen emlékszik. Végül sikerül megegyezésre jutniuk Naruto pedig örömmel elrohan, mondván végre leleplezte Kakasi titkát. Távozása után Kakasi visszatér kutyáihoz, akik megállapítják, hogy mégiscsak tévedtek.
Egyetlen, hobbijaival kapcsolatos dolog, amit diákjai elől sem takargat, hogy igen kedveli a Nyali-fali (イチャイチャ; Icsa Icsa) erotikus regénysorozatot. Ezek a könyvek, melyek írójuk, Dzsiraija szerelmi tapasztalatairól és élményeiről számolnak be, bestsellernek számítanak a Naruto világában. Mikor Kisimoto Maszasit arról kérdezték, hogy pontosabban miről is szólnak ezek a fiktív sikerkönyvek, Kisimoto azt válaszolta, hogy a Naruto célközönsége nem elég idős ahhoz, hogy erről részleteket árulhasson el. Kakasi általában ezekbe a könyvekbe mélyed olyan alkalmakkor, mikor egy esemény nem kívánja meg a teljes figyelmét. Ilyen alkalmak voltak például a 7-es Csapattal való tréningjei a sorozat elején. Naruto egy alkalommal Kakasi ellen fordította rajongását a sorozat iránt: azzal fenyegette tanárát, hogy elárulja a könyv végét. Kakasi, aki ezt persze nem akarta megtudni előre, gyorsan behunyta a szemét és befogta a fülét, így felkészületlen maradt diákja támadásával szemben.

### A sorozatban való szereplésének áttekintése
Kakasi szerepléseinek túlnyomó részét a 7-es Csapat társaságában való megjelenése teszi ki: ő vezeti a csapat küldetéseit, készíti fel őket és fejleszti nindzsa-technikáikat. Az Első rész folyamán kitüntetett figyelmet szentel Ucsiha Szaszuke kiképzésének, annak érdekében, hogy megóvja a fiút Avarrejtek egyik leghalálosabb ellenségétől, Orocsimarutól. Erőfeszítései ellenére Szaszuke az Első rész végén mégis elhagyja Avarrejteket. Naruto és Szakura ekkor szintén megválnak tanáruktól, Kakasi pedig új diákokat kap. Két és fél évvel később a Második részben Kakasi újjászervezi a 7-es Csapatot Naruto, Szakura egy új diák, Szai és a helyettes kapitány, Jamato részvételével. Mivel diákjai már képesek magukra vigyázni, Kakasi is jóval aktívabb szerepet vállal a sorozat csatáiban, részben azokban melyeket az Akacuki nevű bűnszervezet ellen vívnak. Kakasi Naruto és Szakura magánakciójának megszervezésében és irányításában is részt vállal, mikor azok megpróbálják visszahozni a faluba Szaszukét. Küldetésük azonban sikertelenül zárul. Az Akacuki vezetőjének, Painnek Avarrejtek elleni támadása során Kakasi életét veszti. Pain azonban a Narutóval való összecsapása után úgy dönt, hogy megmarad erejét felhasználva feltámasztja mindazokat, akik az ostrom során meghaltak, köztük Kakasit is.

### Képességei és készségei
Kakasi hírnevét a Naruto világában részben az Obitótól kapott Saringannak köszönheti. Ennek segítségével Kakasi képes leutánozni mások mozgástechnikáját és dzsucuját, így ellenfelei erejét maguk ellen tudja fordítani. Ezen képességének köszönhetően kapta meg a „Másoló nindzsa” (コピー忍者のカカシ; Copy nindzsa no Kakasi) becenevet. A Saringan használatával Kakasi az évek során több mint ezer különféle támadási és más nindzsa-technikával gyarapította eszköztárát. Mivel a Saringan természetes módon csak az Ucsiha családban fordul elő, Kakasinak sokkal több energiát kell annak használatába fektetni. Mivel a szem állandóan aktív, így állandó takarásban kell tartania. A sorozat Első és Második része között eltelt idő alatt, eddig ismeretlen körülmények között, Kakasi kifejlesztette a Mangekjó Saringan-technikát is. Ezáltal Kakasi képes bevetni az „Isten hatalma” (神威; Kamui) nevű dzsucut, mellyel bármilyen tárgyat képes egy másik dimenzióba küldeni. Mivel ennek használata a végletekig kimeríti őt, Kakasi csak akkor veti be, ha az elengedhetetlenül szükséges.
Bár Kakasi legtöbb technikáját a Saringan segítségével szerezte, van két képessége, melyet maga fejlesztett ki. Még fiatalon fejlesztette ki a Villámtörést, mely a villám-csakrát összpontosítja a kezében. Ezzel a technikával, ha Kakasi ráront egy ellenségére is sikerül belé szúrnia a villámtörést, akár egyetlen csapással is végezhet vele. Mivel a technikának a használata nagy gyorsaság mellett történik, a használójában egyfajta csőlátás-hatás léphet fel, mely könnyen sebezhetővé teszi az ellentámadásokkal szemben. A Második rész során már másfajta villám-alapú képességek használatára is képes, például olyan villám elemű klónokat tud létrehozni, amik képesek megbénítani azt akihez hozzáérnek, bár az még nem bizonyos, hogy ezek valóban az ő teremtményei.
Másik technikája, melyet szintén sajátmaga sajátított el, képessé teszi, hogy megidézzen nyolc nindzsa kutyát (忍犬; ninken). A kutyák képesek beszélni és feltehetően Kakasi nevelte őket kölyök koruk óta. Mindegyik kutya egy henohenomohedzsit visel a hátán, egy japán írásjelekből összeállított arcot, melyet madárijesztőkre szoktak rajzolni. Kakasi a kutyákat elsősorban nyomkövetésre használja, de akár harcok alkalmával is bevetheti őket, hogy eltereljék az ellenfele figyelmét, amíg ő felkészül a támadásra. Kiemelkedő képességei miatt Kakasi egyike a hokage-poszt várományosainak, aki annak megüresedése esetén elég erős lenne ahhoz, hogy megvédje Avarrejteket.

## Megjelenése a manga- és animesorozaton kívül
Kakasi számos helyen feltűnt a manga- és animesorozaton kívül is. Szereplője három, a sorozathoz kapcsolódó animációs filmnek. Az első, Daikacugeki! Jukihime Ninpócsó dattebajo!! címet viselőben Roga Nadaréval méri össze az erejét, akit végül le is győz. A harmadik, Dai Kófun! Mikazuki-dzsima no Animaru Panikku Dattebajo! című filmben Kakasi az Isidate nevű bérnindzsával harcol. Ez az ütközet ugyan döntetlennel végződik, de egy későbbi harc során Kakasi szintén fontos szerepet vállal, mikor szembeszáll Sabadaba miniszter katonáival. A Gekidzsóban Naruto Sippúden-ben Kakasi kőkatonák ellen harcol. Kakasi szintén szereplője mindhárom OVA-epizódnak. Az elsőben Narutóval és Konohamaruval egy négylevelű lóherét keresnek. A második epizódban csapatával a Sibuki nevű nindzsát kell biztonságban eljuttatniuk a falujába. A harmadikban pedig Kakasi egy bajnokságon vesz részt.
Kakasi szinte mindegyik Naruto-videójátéknak választható karaktere, így a Clash of Ninja-sorozatnak és a Ultimate Ninja-sorozatnak is. Néhány játékban Kakasi a harcok során képes bevetni a Saringant, másokban pedig ANBU egyenruhájában is elérhető. A Naruto Shippūden: Gekitou Ninja Taisen EX és a Naruto Shippūden: Ultimate Ninja 4 az első két játék, mely a Második rész alatt játszódik és Kakasi is szereplője.

## Kritikák és a szereplő megítélése
Kakasi a Sónen Jump hivatalos népszerűségi szavazásán mindig bekerült az első öt szereplő közé és többször lett a sorozat legnépszerűbb szereplője. A legutóbbi, 2006-os szavazás alkalmával Ucsiha Szaszuke megelőzte, így Kakasi csak a második helyen végzett. Dave Wittenberg, Kakasi angol szinkronhangja, egy interjú során úgy nyilatkozott, hogy úgy érzi kicsit hasonlít a szereplőre, mivel őt is bosszantja, ha olvasás közben zavarják. Wittenberg azt is megjegyezte, hogy Kakasiban leginkább a diákjaival való kapcsolatát kedveli és hogy egy nagyon kedves fickó. Számos Kakasit mintázó reklámtermék és játék készült, köztük plüssfigurák, kulcstartók, valamint egy korlátozott számban gyártott figura is.
Számos, a mangákkal, animékkel, videójátékokkal és egyéb kapcsolódó ágazatokkal foglalkozó média illette pozitív, illetve negatív kritikával a szereplőt. Az IGN kiemelte Kakasi kettős, a harcok során komoly és az azon kívüli nemtörődöm személyiségét és diákjaihoz való egykedvű hozzáállását. Az ismertető továbbá alátámasztotta, hogy valóban ő a sorozat legnépszerűbb szereplője és ez az animetalálkozókon látható cosplayerek szereplőválasztásán is szembetűnik. Az Active Anime elismerően írt Kakasiról, annak ellenére, hogy véleményük szerint a szereplő tökéletesen beleillik a rejtélyes múlttal rendelkező szereplők sablonjába. A T.H.E.M. Anime Reviews szintén más sónen-mangák megszokott „rejtélyes férfiját” fedezte fel benne, de kiemelte, hogy jóval érdekesebb személyiség, mint a sorozat másik három főszereplője és hogy a sorozatot nyugodtan át lehetne keresztelni Kakasira. Kakasi megnyerte az About.com 2006-os Anime-díját a „legjobb férfi mellékszereplő” kategóriájában.